# 第四国际主义倾向
第四国际主义倾向（英語：Fourth Internationalist Tendency，缩写为FIT）是美国美国社会主义工人党过去存在的一个公开派系，在1983年一群支持第四国际的成员被该组织开除后成立。虽然出于法律原因，社会主义工人党并未正式隶属于第四国际，但之前它一直与第四国际保持着密切的政治关系。在这群成员被开除时，社会主义工人党开始缩小与国际的关系。 FIT要求社会主义工人党撤销对他们的开除并恢复与第四国际的关系。FIT的书籍和出版物包括《保卫马克思主义公报》，这是一份教育和讨论月刊，后来改名为《劳工标准》。
社会主义工人党在1990年决定彻底切断与第四国际的政治关系后，该派系存在的理由减弱了。该派系在1995年世界大会之前解散，大多数积极成员加入团结社，组成第四国际干部会议。